# 3 Acts of God
3 Acts of God («3 Закона Божьих») — тринадцатая серия двенадцатого сезона мультсериала «Гриффины». Премьерный показ состоялся 16 марта 2014 года на канале FOX.

## Сюжет
Питер с семьей и парнями отправляются на футбольный матч своей любимой футбольной команды Нью-Ингленд Пэтриотс. Ожидая начало игры, все встречают Кливленда, который переехал жить в Куахог обратно. Во время игры Стьюи пытается разузнать у Брайана правила игры. Однако матч проходит неудачно — Патриоты снова проигрывают Баффало Биллс.
Питер с парнями сидят в баре и обсуждают причины поражения своей любимой команды. По телевизору идет репортаж новостей FOX, где игроки команды благодарят Бога за свою победу, говоря о том, что это везение. Питеру приходит в голову мысль: Бог намеренно не дает выигрывать его любимой команде. Парни решают найти Бога и поговорить с ним. Посещая разные страны, они понимают, что найти Бога не так уж и легко. Выпивая в баре, они встречают Смерть, которая пробегала здесь по делам. Питер просит перенести их к Богу, ведь всем известно, что Бог и Смерть работают вместе.
Попав в Рай, парни встречают Бога, который рассказывает им о том, что он недолюбливает тренера Билла Беличика: Бог ему в своё время подарил несколько удачных кубков, а тот даже ни разу не улыбнулся. Питер с парнями обещают заставить Беличика улыбнуться.
Но не все так просто: все способы Питера не действуют на тренера. Уже почти сдавшись, на пол пути домой, заходит разговор об инвалидности Джо, Беличик улыбается во время рассказов Джо о своей непростой жизни инвалида. Бог сдерживает своё слово и обещает больше не вмешиваться в матчи футбольных команд, и попросил еще и о том что "Конвей Твитти устал от постоянных появлений в телесериале и хочет отдохнуть". Уже дома Лоис удивляется, почему Питер, разговаривая с Богом, попросил его только за свою команду, но Питер говорит, что попросил еще об одной вещи... Стьюи пытается понять, неужели Брайан так и остается атеистом, несмотря на то, что Питер лично говорил с Богом, на что Брайан говорит, что Питер любит выдумывать вещи, приводя в пример недавнюю поездку в Диснейлэнд.
В этот момент Мег растворяется в воздухе, не понимая, что происходит, Питер же просто успокаивает Лоис, говоря, что все в порядке.

## Рейтинги
- Рейтинг эпизода составил 2.3 среди возрастной группы 18-49 лет.
- Серию посмотрело порядка 4.62 миллиона человек.
- Эпизод стал самым просматриваемым в эту ночь Animation Domination на FOX, победив по количеству просмотров новые серии "Симпсонов", «Бургеры Боба» и "Американского Папаши!"[1]

## Критика
Критикам из A.V. Club эпизод понравился, оценка серии - B. Вот как они прокомментировали свой выбор: «3 Закона Божьих, безусловно, затрагивает постороннюю реальность, что, на первый взгляд, является плохой тенденцией. Все эти небольшие сцена с Индией, Иерусалимом не имели смысла, так же как и финальная сцена по поводу того, что Питер попросил у Бога кроме Патриотов. Но большинство вставок были лучше, чем я видел за последние два сезона...»